# Ambonembia amazonica
Ambonembia amazonica är en insektsart som först beskrevs av Ross 2001.  Ambonembia amazonica ingår i släktet Ambonembia och familjen Archembiidae. Inga underarter finns listade i Catalogue of Life.